# TV2 (ATV, Surinam)
TV2 es un canal de televisión abierta surinamés, ofrecido a ATV, el cual transmite producciones internacionales.

## Programación

### Programas de TV2
- Tempo Networks (Tiempo)
- ATV Nieuws (ATV Noticias)
- ATV Sports (ATV Deportes)
- Panorama
- Suri Tunes
- Ley de información
- Noticias de la BBC
- Noticias CNN
- Teletubbies
- Cocina del infierno
- Kuku Tori
- Acción NBA

Emitie producciones internacionales, series extranjeras, animadas y cómicas. Junto con su canal hermano, ATV, emiten programación generalista.